# Falerii Veteres
De Faliskische stad Falerii was een van de 12 belangrijkste steden van Etrurië. Op deze plaats ligt tegenwoordig het dorp Civita Castellana.
Er zijn in Civita Castellana vier bewoningsfasen geattesteerd. In de eerste, pre-urbane fase was de nederzettingskern gesitueerd op de Vignale heuvel die in de Villanofase (8e-7e eeuw v.Chr.) uitgebreid werd naar de hoogvlakte. In de daarop volgende Etruskische periode bereikte het stadsareaal haar grootste omvang en werden er stadsmuren gebouwd (5e eeuw v.Chr.). Als bondgenoot van grote Etruskische centra als Veii en Tarquinia nam Civita Castellana het op tegen Rome, aanvankelijk nog redelijk succesvol dankzij de sterke strategische positie van de stad. In 241 v.Chr. werd de stad echter door de Romeinen verwoest en werd een nieuwe nederzetting opgericht in de vlakte (Falerii Novi). Pas in de middeleeuwen zal het verlaten Civita Castellana opnieuw bewoond worden.

## Opgravingen
De eerste archeologische opgravingen in het territorium van Falerii Veteres vonden plaats in de tweede helft van de 19e eeuw, op een ogenblik dat Etruskische vondsten begeerd waren bij allerhande verzamelaars. Aangezien er weinig zichtbare resten bewaard waren te Civita Castellana en vanwege de uitstraling van grotere steden zoals Cerveteri, Veii, Chiusi, e.a. bleef het archeologisch materiaal te Falerii Veteres nog redelijk gespaard van de verzamelwoede. Anderzijds werden er door ontginning van tufsteen ook heel wat sporen vernietigd. De eerste archeologische opgravingen begonnen in 1883 onder leiding van A. Cozza en A. Pasqui, voornamelijk te Lo Scasato, La Penna en Celle (cf. infra). Ze concentreerden zich in hoofdzaak op de Etruskische en de Romeinse sporen in het Ager Faliscus. De resultaten van de opgravingen werden gepubliceerd in de Atti della Accademia nazionale dei Lincei. Notizie degli scavi di antichita en, zij het minder uitgebreid, in Forma Italiae. Carta Archeologica d’Italia (1881-1897) onder leiding van G.F.Gamurrini. Dit werk is, vanwege haar topografische aanduidingen, nog steeds onmisbaar voor elke archeologische studie over Civita Castellana. De meeste 19e-eeuwse opgravingsverslagen en topografische studies zijn onnauwkeurig en niet systematisch. Het archeologisch onderzoek was bijna volledig afhankelijk van toevallige vondsten. Bovendien richtten de opgravers zich vooral op de resten van de verschillende tempelconstructies in het gebied rond Civita Castellana, waarbij de andere aspecten van het archeologische onderzoek (necropolen, wegennet, urbanisatie, ...) verwaarloosd werden. Een belangrijke beperking is het ontbreken van enige stratigrafische observaties, waaraan overigens pas in de eerste helft van de 20e eeuw iets veranderde.
In het begin van de 20e eeuw ondernam E. Stefani nieuwe opgravingscampagnes bij Le Monache (cf. infra) en Sassi Caduti (cf. infra) en deed hij een poging om de verschillende vondsten in Civita Castellana in een historische context te plaatsen.
In het interbellum besteedde men voor het eerst aandacht aan de prehistorische fase van de Falisken en hierbij moeten we vooral de American Academy in Rome vermelden, die de onderzoeksresultaten van diverse ongepubliceerde opgravingen en prospecties bundelden in een werk.
In 1929 publiceerde A. Dottorini een archeologische studie over de Faliskische necropolen in de omgeving van Civita Castellana. Dit werk wordt, bij gebrek aan nieuwe opgravingen, samen met de publicaties van Cozza en Pasqui (cf. supra) nog steeds gebruikt voor de identificatie de pre-Romeinse grafstructuren.
In 1940 stelde A. Andrén een catalogus samen van de Faliskische architecturale terracotta's op die de basis vormt voor het onderzoek naar de tempelarchitectuur te Civita Castellana.
De archeologische activiteit in het Ager Faliscus spitste zich vanaf de jaren 40 en 50 op andere Faliskische sites toe, zoals Corchiano, Fescennium, Sutrium, Nepi en Narce, die min of meer systematisch opgegraven werden, terwijl het onderzoek te Civita Castellana, de belangrijkste Faliskische stad, nog steeds steunde op losse vondsten. In deze periode vond tevens de uitbouw van het archeologische museum, het Museo dell’Agro Falisco, plaats, waarbij vooral de aardewerkverzameling een belangrijke uitbreiding kende. In 1957 publiceerden M.W. Frederiksen en J.B. Ward-Perkins een studie over het wegennet in het centrale en zuidelijke deel van het Ager Faliscus, die zowel de topografie als archeologie van het gebied omvat.
Vanaf 1963 verschenen er verschillende linguïstische studies over het Faliskisch waarbij vooral de werken van G. Giacomelli en E. Peruzzi interessant zijn voor het archeologische onderzoek vanwege het chronologisch kader dat ze voorstellen maar ook vanwege de reconstructie van de meeste Faliskische epigrafische bronnen (cf. infra).
In de eerste helft van de jaren 80 werden er twee belangrijke onderzoeken van P. Moscati over de topografie en de bewoning van Civita Castellana gepubliceerd in de Studi Etruschi. De studies van Moscati vormen thans de basis van de topografische kennis van de stad, en in het bijzonder van de heuvel Vignale, die de acropolis vormde van de Etruskische stad. Hij gaf bovendien op basis van eigen observaties en een kritische bespreking van de onderzoeksresultaten van Cozza en Pasqui (cf. supra).
Op 28 mei 1987 vond er te Florence, onder leiding van G. Maetzke het 15e congres plaats van het Istituto nazionale di Studi Etruschi ed Italici, dat helemaal gewijd was aan de Faliskische cultuur en meer specifiek aan Civita Castellana. Dit werk geeft een beknopt historisch overzicht van de Faliskische cultuur van het neolithicum tot de vroege middeleeuwen en spitst zich vooral toe op de topografisch-archeologische onderzoekingen en in mindere mate ook op de linguïstische en epigrafische studies.
In analogie met de Etrusken zijn er geen directe Faliskische literaire bronnen bewaard, dat wil zeggen teksten door de Falisken zelf geschreven. We beschikken dan ook alleen over indirecte Romeinse bronnen die voornamelijk dateren uit de periode van de 1e eeuw v.Chr. tot de 1e eeuw n.Chr. De Faliskische cultuur onderging achtereenvolgens een Etruskische en een Romeinse beïnvloeding en werd omstreeks het midden van de 3e eeuw v.Chr. grondig geromaniseerd waardoor een complexe geschiedenis tot stand kwam die door de auteurs, bij gebrek aan oudere teksten, soms onduidelijk of vertekend werd voorgesteld.
Civita Castellana werd in de oudheid aangeduid met de naam Falerii Veteres. De naam kan men terugbrengen naar het mediterrane fala, met de waarschijnlijke betekenis van plateau met ronde top.
Het verband tussen het etnische aspect en de toponymie is zwak, in zoverre dat, ook als men aan de basis van Falerii een Falistii aanvaardt (de fonetische overgangen zijn heel normaal), men twee verschillende morfologische vormen onderscheidt, in -KO en in -YO. Zo zal de naam van het volk, die oorspronkelijk een veel bredere basis had, omwille van basisgelijkenissen, historisch vooral naar de bewoners van de hoofdplaats gaan verwijzen.
Het achtervoegsel "Veteres" voor de stad werd veelal weggelaten, maar na de verwoesting van de stad en de stichting van een nieuwe kolonie, Falerii Novi, werd "Veteres" toegevoegd om ze te onderscheiden van de nieuwe Romeinse stad. Soms worden ook de afleidingen "Faliscum" of "Faleria" gebruikt om Falerii Veteres aan te duiden. Deze varianten zijn echter te vermijden vanwege de mogelijke verwarring met het Aequum Faliscum, soms als Faliscum afgekort, en Faleria, een kleine Faliskische site, enkele kilometers ten zuiden van Civita Castellana.

## Fysisch milieu
Het gebied van Falerii ligt ten westen van de Tiber, dit is het tufsteenplateau van het noorden van Latium, afgebakend door een duidelijke noordwest grens, gevormd door de rivieren Paglia en Fiora. Dit komt bijna exact overeen met de moderne administratieve grens van Latium en de provincie Viterbo.

## Geologische kenmerken
Op uitzondering een kuststrook en een randgebied ten oosten en ten zuidoosten van de Soratte berg, is het hele gebied bedekt met vulkanische afzettingen, die het gevolg zijn van vulkaanuitbarstingen, die ca. 25000 jaar geleden plaatsvonden. Geologisch gezien is dit landschap heel jong. We kunnen vier verschillende fases van vulkanische activiteit onderscheiden, die achtereenvolgens plaatsvonden van het noordwesten naar het zuidoosten, waarbij in een eerste fase het grote vulkanische meer van Bolsena werd gevormd. In de tweede en derde fase werden respectievelijk de Cimino berg en de Sabatini bergen gevormd. De Albaanse Bergen (ten zuiden van Rome) ontstonden in de laatste fase. Het resultaat van deze intense vulkanische activiteit was een aaneenschakeling van vulkanische bergen, meren, evenwijdig met de Sabijnse heuvels en de zee. De Tiber liep oostelijk, in de vallei tussen de Sabatini bergen en de Albaanse Bergen. Behalve in de onmiddellijke nabijheid van de kraters en van de gestolde lava stromen, zijn de afzettingen bijna overal horizontaal afgezet. De vulkanische strata bedekken een formatie van kiezelhoudend zand, klei, afkomstig uit de pre-vulkanische fase. De bergflanken vertonen diepe erosiesporen, veroorzaakt door riviertjes. Dit fenomeen, typisch voor de hele regio, is het duidelijkst bij de convergerende bergengtes van Civita Castellana en is een belangrijke factor bij de inplantingskeuze van een nederzetting. De stad is gelegen aan de Treia, een zijrivier van de Tiber, ten oosten van de Cimino berg en de Sabatini bergen. De Cimino is een geïsoleerde berg met een diameter van 15km en een maximum hoogte van 3400 voet en het vulkanische Vico meer nabij de top. De Sabatini bergen vormen een complex geheel van bergen en kraters, geconcentreerd bij het grote vulkanische meer van Bracciano. Ten noorden van worden de Sabatini bergen verbonden met de zuidelijke hellingen van de Cimino berg. De aldus gevormde vallei was de natuurlijke verbindingsweg tussen het zuidoostelijke en centrale deel van Etrurië en hier bevond zich de Via Cassia. De zuidelijke arm van de Sabatini bergen strekt zich in oostelijke richting uit naar het Bracciano meer. Ten noorden ervan lag het Ager Faliscus, beheerst door de Treia rivier en een aantal kleine riviertjes, die in het noorden of het oosten uitmonden in de Tiber. Zuidelijk van dit gebied lag het Ager Veientanus en aan het oostzijde, waar de tufsteenformaties eindigen en het terrein afdaalt naar de Tiber bevond zich het Ager Capenas.

## Vegetatie en klimaat
Grote delen van het Ager Faliscus waren dicht bebost op het ogenblik dat de Romeinen in het begin van de 4e eeuw v.Chr. het zuiden van Etrurië binnentrokken. Deze bossen gaan terug tot de 9e eeuw v.Chr. en bestonden voornamelijk uit Spaanse kastanjelaars.
Het kleine meer van Monterosin, behorend tot de Bracciano kraters, is gelegen aan het noordoostelijke uiteinde van de noordelijke arm van de Sabatini bergen, aan de westelijke rand van de Faliskische vlakte. Op deze plaats draait de Via Cassia naar het westen, in de richting van Sutrium, net voorbij het Monterosi meer. Het is waarschijnlijk dat dit gebied aanvankelijk nog deel uitmaakte van het Ciminiaanse bos, dat zulk een belangrijke rol speelde bij de vestiging van de Romeinse macht in Zuid-Etrurië. Analyses van het pollen, aanwezig in de opeenvolgende sedimenten van de bodem van het meer ondersteunen deze hypothese. Na een eerste fase bestaande uit een zandachtige laag van enkele centimeters, volgde er een fase van arctische, toendra-achtige omstandigheden, waarbij de vegetatie bestond uit lage struikgewassen. Hierop volgde grasland en vervolgens bos; aanvankelijk voornamelijk bestaande uit sparren, dan pijnbomen en eiken en ten slotte vooral eiken (waaronder de ilex). Dit patroon is karakteristiek voor de ontwikkeling van het bos in de nasleep van de laatste ijstijd. Koolstof 14 dateringen geven overigens een datering van 20000 B.P. voor het begin van het patroon en uit deze periode werden er bovendien geen sporen van menselijke aanwezigheid in de directe omgeving van het Monterosi meer aangetroffen. Het einde van deze fase, gekenmerkt door een spectaculaire stijging van het organisch materiaal in de afzettingen werd door koolstof 14 gedateerd omstreeks 260 v.Chr. (± 120) en komt feitelijk overeen met de komst van de mens in dit gebied. De vermelde datering komt overeen met de waarschijnlijke datum voor de aanleg van de Via Cassia (3e eeuw v.Chr.). Vanaf dat moment nemen de sporen van menselijke aanwezigheid toe, evenals de vondsten van pollen van een brede waaier van planten. Het is voorbarig om op basis van de bevindingen te Monterosi heel de Ager Faliscus te gaan definiëren, maar voorlopig vormen ze de enige wetenschappelijke bron over de vegetatie van het gebied.

## Ager Faliscus
Het Ager Faliscus werd in het oosten begrensd door de Tiber, in het westen door de meren van Vico en Braccian, in het noorden door de Cimino berg en in het zuiden door de Sabatini bergen. De voornaamste nederzettingen in het gebied zijn Sutrium, Carbognano, Corchiano, Nepi, Narce, Calcata, Fabrica di Roma en Faleria. Het centrale deel, waar de belangrijkste stad Civita Castellana zich bevindt, vormt een enorm tufstenen terras, doorsneden door veel riviertjes die zuidelijk lopen naar de Treia rivier.
De vroegste archeologische sporen van een menselijke aanwezigheid in de omgeving van de stad werden aangetroffen op de Soratte berg (cf. supra) en dateren uit het neolithicum. Deze vondsten, vooral keramiek zijn echter in de directe omgeving van Civita Castellana relatief schaars maar komen talrijker voor op andere plaatsen in het Faliskische territorium, o.a. in Corchiano en Vasanello.
Sommige aardewerkvondsten in de heuvels nabij Civita Castellana dateren uit de bronstijd, maar de eerste nederzettingssporen zijn toe te schrijven aan de ijzertijd. Uit deze laatste periode stammen de necropolen van Celle en Montarano, wellicht uit de 8e-7e eeuw v.Chr. Het stadsareaal is door middeleeuwse overbouwingen bedekt en alleen de Vignale berg en de omliggende necropolen en heiligdommen, zijn min of meer gespaard gebleven van vernieling.

## Bronstijd
De neolithische resten in de regio en de talrijke Villanova voorwerpen tonen aan dat het gebied rond Civita Castellana reeds een lange vroege bewoningsgeschiedenis kende. De eerste bewoning kan met zekerheid gesitueerd worden op de Vignale heuvel, de begraafplaatsen werden aangelegd in het gebied van Celle. De nederzettingssporen duiden op een verspreide bewoning te Vignale, waarbij een oppervlakte van ca. 15ha bewoond was. In het gebied werden er geen protovillanovaanse vondsten aangetroffen zoals dat wel gebeurde in andere nederzettingen uit de omgeving; Vallerano, Vignanello en Corchiano.

## IJzertijd (Villanova fase)
In de overgang van de 8e-7e eeuw v.Chr. verandert de situatie te Civita Castellana drastisch ;vanaf de 8e eeuw zal de nederzetting zich snel ontwikkelen. Dit blijkt voornamelijk uit de uitbreiding van de necropolen. In de begraafplaatsen kunnen we zowel fossa als pozzo graven onderscheiden. Op het einde van deze periode wordt de nederzetting te Vignale uitgebreid, hetgeen tevens wijst op een (sterke) demografische groei. De stelling dat de stad in de protohistorie zou ontstaan zijn uit een sinecistische evolutie waarbij een aantal nederzettingskernen samensmolten, is archeologisch onbewezen en lijkt dus voorbarig te zijn. De expansie van de nederzetting werd door Pasqui en Cozza steeds gesitueerd in de 8e eeuw v.Chr., thans kunnen we met zekerheid stellen dat ten laatste in de 7e eeuw v.Chr. het areaal van het moderne Civita Castellana eveneens bewoning kende. Dit wordt bovendien bevestigd door de necropolen van Penna en Valsiarosa, waar een aantal kamer- en fossagraven met loculi werden aangetroffen met veel grafgiften uit de oriëntaliserende periode.

## Etruskische fase
De uitbreiding van de nederzetting te Vignale naar de hoogvlakte wordt gedateerd door volgende vaststellingen; de grootste omvang van eerstgenoemde bedraagt 30ha en was aangepast voor bewoning door een aanzienlijk aantal mensen enerzijds en diverse complexe structuren anderzijds. De aanwezigheid van drie steile hellingen die de hoogvlakte beschermen verklaart de inplantingskeuze van de nieuwe nederzetting.
Naast de vondsten van verschillende types lokale keramiek tonen de geïmporteerde proto-Korinthische keramiek en het zwart- en roodfigurige Attische aardewerk aan dat er een actieve handel bestond tussen de stad met de buitenwereld gedurende de 8e-5e eeuw. In deze periode onderging de Faliskische cultuur een diepgaande Etruskische beïnvloeding, in die mate dat er soms sprake is van een kolonisering van Civita Castellana. Hoe sterk deze beïnvloeding dan ook geweest is, een groot deel van de populatie bleef de Faliskische tradities trouw, hetgeen veelvuldig blijkt uit de grafopschriften en de antieke literaire bronnen. In ieder geval werd het Faliskische territorium vanaf de VIe cultureel en economisch geassocieerd met de Etruskische wereld, hoewel het gebied een positie van secundair belang bleef bekleden. Dit was ook het geval voor Civita Castellana, dat vanaf deze periode de toonaangevende stad werd van het Ager Faliscus, vooral wat de culturele ontwikkeling betreft. In de begraafplaatsen van Civita Castellana werden een klein aantal geïmporteerde Atheense keramiekvormen gevonden, die echter van povere kwaliteit waren. Dit toont onder meer aan dat de leidende Faliskische stad niet bij de voornaamste handelscentra van centraal Italië behoorde: de stad was voor de import afhankelijk van de grote Etruskische kuststeden.
Door de voorname positie van Civita Castellana binnen de Etruskische alliantie tegen Rome, nam haar politieke betekenis echter in de tweede helft van de 5e eeuw v.Chr. aanzienlijk toe. Een urbanistisch gezien belangrijke vernieuwing in deze periode was de aanleg van stadsmuren. De sporen van deze muren zijn bijzonder schaars, maar opmerkelijk is dat er zowel muurresten in de hoogvlakte als te Vignale aangetroffen werden.
Op het einde van de 5e eeuw waren de Faliskische nederzettingen, aan de zijde van Veii, betrokken in de eerste gewapende conflicten met Rome. In 396 v.Chr. werd Veii gedwongen zich over te geven en werd volledig verwoest. De val van de stad werd onmiddellijk gevolgd door Romeinse expedities tegen de Faliskische bondgenoten van Veii; Capena, Nepi en Sutrium werden snel ingenomen en in de laatste twee werden Romeinse kolonies gevestigd (383 v.Chr.). Civita Castellana werd een jaar lang (394 v.Chr.) belegerd door de Romeinen, maar weerstond de aanvallen dankzij haar onneembare positie. Uiteindelijk werd er een vrede geregeld, zonder noemenswaardige nadelen voor de stad, die haar anti-Romeinse politiek verderzette.
De hellenistische periode en meer bepaald de 4e-3e eeuw v.Chr. was voor de stad een periode van grote bloei, hetgeen een gevolg was van de vijftigjarige vrede met de Romeinen. In deze periode werden de architecturale terracottaversiering van de tempels te Vignale (cf. supra) en van de heiligdommen buiten de stadsmuren gerestaureerd. In het midden van de 4e eeuw kwam Civita Castellana Tarquinia te hulp in de oorlog tegen Rome. Deze laatste behaalde de overwinning en verplichtte de overwonnen steden een verdrag te aanvaarden dat hen de facto politiek afhankelijk maakte van Rome. In de loop van de 3e eeuw is Civita Castellana nog herhaaldelijk in opstand gekomen tegen het Romeinse gezag.

## Romeinse fase

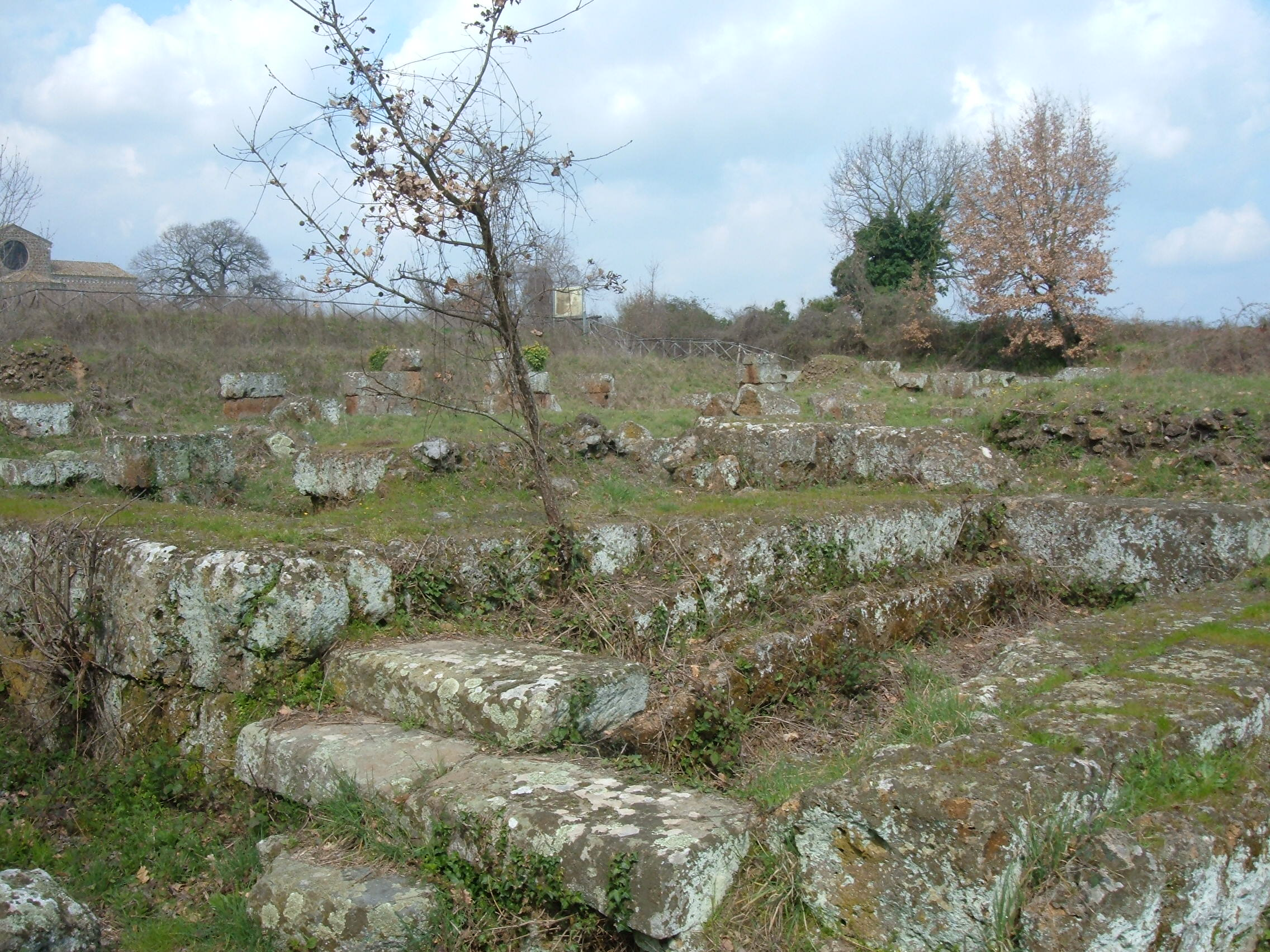
resten van gebouwen nabij het forum in Falerii Novi

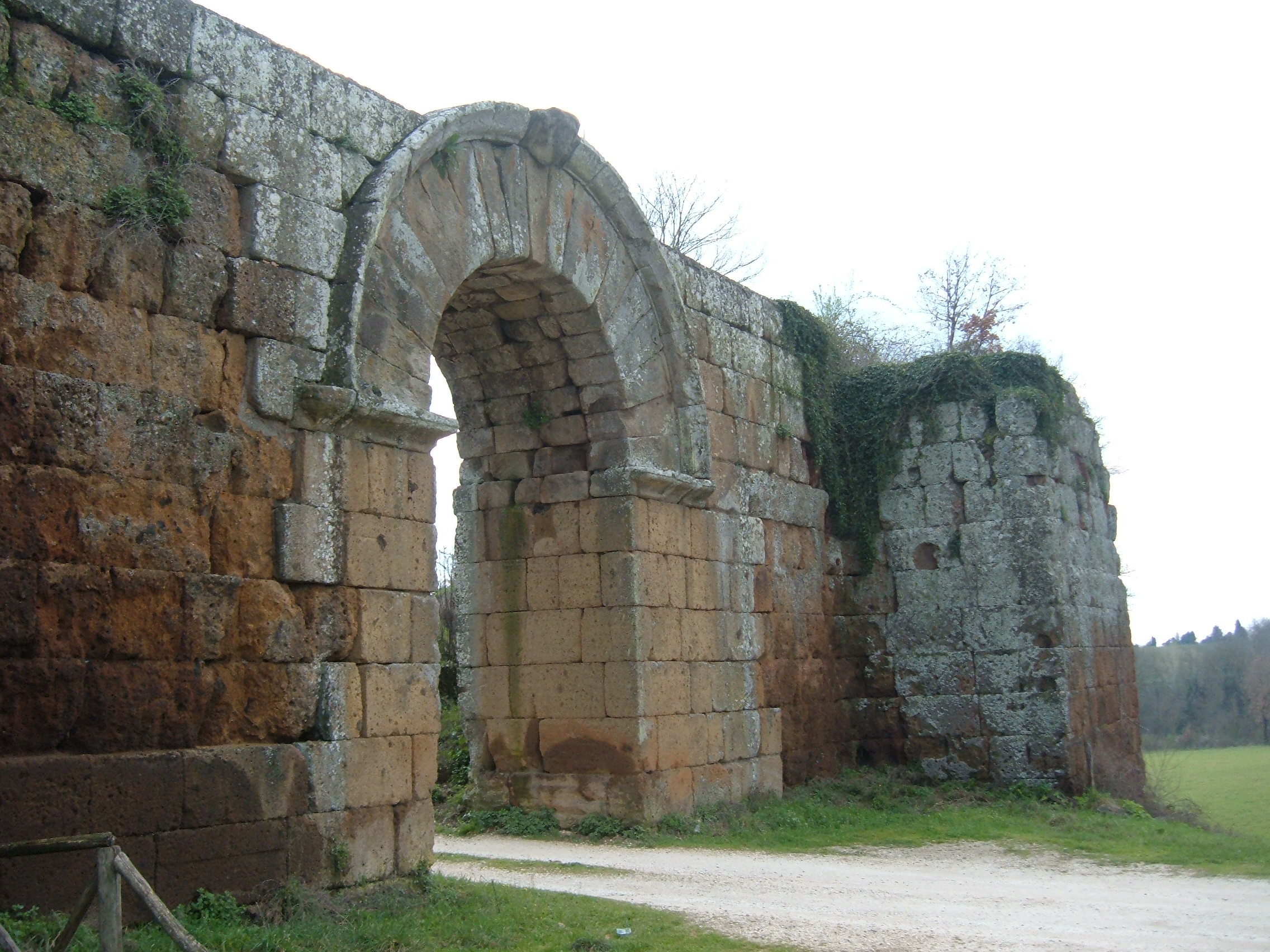
Porta di Giove

In 241 v.Chr. werd het opstandige Civita Castellana door de Romeinen ingenomen en volledig verwoest. Meer dan 15000 Faliskische burgers kwamen om in de strijd die amper zes dagen duurde. Enkele kilometers ten noorden van Civita Castellana werd op de vlakte een nieuwe nederzetting gesticht: Falerii Novi. Deze nieuwe stad was vanwege het ontbreken van enige natuurlijke bescherming strategisch onverdedigbaar. Op de continuïteit van de heiligdommen buiten de stadsmuren na verschijnt er na de verwoesting van Civita Castellana opnieuw een bewoningskern in het begin van de 1e eeuw. Dit wordt vooral bewezen door sporen in de necropolen die op een gedeeltelijk hergebruik van deze begraafplaatsen wijzen. De continuïteit tussen de 3e en de 1e eeuw v.Chr. vormt een probleem; zowel in Civita Castellana als Vignale werden er geen Romeinse sporen aangetroffen. Dit fenomeen werd overigens ook vastgesteld in andere Faliskische nederzettingen, zoals Corchiano en Narce, die definitief verlaten werden in de loop van de 3e eeuw v.Chr.

## Vignale
Op basis van de archeologische gegevens, vooral terracotta materiaal dat in overvloed aanwezig was op het terrein, kan men besluiten dat de heuvel van Vignale ten laatste bewoning kende vanaf de archaïsche periode. De vondsten van terracotta fragmenten uit handgevormde ruwe impasto (cf. supra) die tot het einde van de bronstijd behoren, getuigen zo niet van een permanente aanwezigheid, dan toch wel minstens van een frequenteren van de heuvel.
Het lijkt evident dat de Vignale niet in verval is of verlaten wordt als epicentrum op het ogenblik van de expansie van Civita Castellana, vanaf de archaïsche periode, maar het op basis van het aangetroffen terracotta materiaal minstens tot aan de 3e eeuw een zekere continuïteit kent. Aangezien op de heuvel er geen getuigenissen bewaard zijn van de Romeinse periode, is het plausibel te stellen dat het lot van Vignale nauw verbonden was met dat van Civita Castellana. Het bestaan van deze laatste eindigt, zoals reeds vermeld, met de verovering door de Romeinen in 241 v.Chr.; een daaropvolgende sporadische aanwezigheid, om cultusredenen, blijkt uit enkele votieve offers die zouden teruggaan tot de 2e eeuw v.Chr.

## Stadsmuren
De stelling dat Vignale en Civita Castellana één geheel vormden kan gestaafd worden op basis van de muurresten en meer bepaald door de vondst van een stuk muur dat gesitueerd is op de zuidelijke helling van de heuvel en aldus de stelling tegenspreekt van een versterkte autonome omwalling die enkel de hoogvlakte van het huidige Civita Castellana en bijgevolg niet de heuvel van Vignale zou omvatten. Het probleem van de datering handhaaft zich in dit geval, zowel wat de stukken muur van de stad betreft die op verschillende plaatsen bijna altijd op een lager niveau in verhouding met de rand van de steile rots behouden bleven, als voor de muur die op de hellingen van Vignale aan het licht kwam. De muurresten van de hoogvlakte werden (volgens de vorm en de techniek) gedateerd tussen het einde van de 5e en het begin van de 4e eeuw v.Chr., hetgeen zou overeenstemmen met de maximale expansieperiode van de Faliskische stad. De teruggevonden structuur laat echter geen nauwkeurige datering toe, omwille van de slechte bewaringstoestand.

## Heiligdommen
Op het einde van de 6e eeuw werden op de heuvel van Vignale twee heiligdommen opgericht: de Grote en de Kleine tempel, die tot in de hellenistische periode bleven bestaan. In dezelfde periode werd te Sassi Caduti de Mercurius tempel gebouwd. Te Celle bevond zich het belangrijkste heiligdom, namelijk dat van Juno Curritis, ten laatste gebouwd in de periode van de 4e-3e eeuw v.Chr.
In Lo Scasato bevond zich een tempel die aan Apollo wordt toegewezen vanwege de vondst van een standbeeld van de god. De terracottavondsten dateren de tempel tussen de 4e en de 1e eeuw v.Chr. en mogelijk werd hij gerestaureerd na 241 v.Chr.

## Juno Curritis
Uit de antieke literaire bronnen blijkt duidelijk dat er te Civita Castellana een belangrijke Juno cultus bestond. Een aanwijzing hiervoor kan gevonden worden in de term pontifex sacrarius Iunonis Curritis (cf. supra) die misschien de belangrijkste religieuze functie vertegenwoordigt in de stad. Het was het belang van deze cultus die de Romeinse historici ertoe aanzette om aan te nemen dat Falerii een kolonie was van Argos, een stichting door de mythische Halesus die ook de Hera cultus meebracht uit de moederstad. Een ander significant element is bovendien het feit dat de naam Iunius, waarvan de relatie met Juno zeker is, voorkomt te Falerii en dan voornamelijk in Faliskische inscripties (cf. CIE 8167, 8221, 8228).
Wat het cognomen Curritis betreft bestaan er verschillende verklaringen; de oude etymologie verbindt het met curis, het Sabijnse woord voor lans of met currus, curia en Cures, de Sabijnse stad. Een andere mogelijke verklaring is dat Curritis, evenals Quirinus en Quirites, een vervorming zou zijn van Quirium en aldus zou verwijzen naar de originele nederzetting op de Quirinaal. Ten slotte is er ook nog de hypothese waarbij Quirites wordt beschouwd als afleiding van cevirium. De cultus van Juno Curritis is tevens bekend te Rome, Beneventum en Tibur. Thans wordt het mogelijk geacht dat de cultus van Juno Curritis oorspronkelijk afkomstig was van Civita Castellana.

## Apollo
In de necropool van La Penna werden twee Faliskische inscripties gevonden op aardewerk die verwijzen naar een Apollo (CIE 8030, CIE 81282) cultus. Mogelijk werd de cultus naar Civita Castellana gebracht vanuit Rome, waar de Griekse godheid al van in de vroege republiek vereerd werd. De cultus zou in Civita Castellana gelijkgesteld zijn met Soranus, de god van de Soratte berg, vandaar dat Apollo, in het Ager Faliscus vooral bekend was als Apollo Soranus.

## Necropolen
De begraafplaatsen van Civita Castellana kunnen als volgt topografisch situeren: in het noordoosten was er Celle, in het noorden Colonette, in het noordwesten Terrano, in het westen La Penna en Valsiarosa.

## Epigrafische bronnen
De Romeinse epigrafische teksten, die in het Corpus Inscriptionum Latinarum (CIL)
zijn overgeleverd, kunnen inhoudelijk in drie groepen onderscheiden worden: de opschriften in betrekking tot de politieke situatie, de religieuze opschriften en deze met een funeraire inhoud.
De opschriften geven ons een overzicht van magistraturen en functies die bestonden in Civita Castellana in de Romeinse periode: aediles (3123), censor (3120, 3123, 3130,3131, 3132, 3149), cuius generis (3313), praefectus perpetuus (3116), quaestores (3073, 3119, 3136), quaestor rei publicae (3123), quaestor alimentorum Caesaris (3123), curator rei publicae (3089, 3091, 3092), pontifex (3315, 3116, 3117, 3124, 3130), curator iuvenum (3123), tresviri (3120, 3123, 3130,3131, 3132, 3149). Eveneens vermeld zijn: senatus (3093, 3116, 3091), senatus consulto (3100, 3115, 3116, 3119, 3121), ordo (3089, 3092, 3153), decreto decurionum (3098, 3123), republica Faliscorum (3155). Interessant voor de politieke geschiedenis zijn tevens de opschriften waarin verwezen wordt naar het municipium van Civita Castellana: municipi (3083, 3103, 3112, 3125), municipium (3116, 3121, 3127, 3147, 3155a), colonia Faliscorum (3089, 3091, 3092, 3093, 3094). Sommige opschriften verwijzen naar andere Faliskische nederzettingen: Carbognano (3177), Corchiano (3170), Fabbrica (3079, 3163, 3181, 3194), Vignanello (3075, 3080, 3167, 3176, 3189).
De bewaarde religieuze opschriften hebben in de meeste gevallen betrekking op de Junocultus, die een zeer voorname plaats bekleedde in Civita Castellana: Juno Curritis (3100, 3125, 3126, 3152), pontifex sacrarius Iunonis Quiriti of Curritis (3100, 3125, 3152). Verder is er een nog een vermelding van de Isiscultus (3123), magistri Augustales (3083) en de augures (3129).

Bij funeraire opschriften is de vermelding van de tribus belangrijk voor de precisering van het territorium van Civita Castellana: tribui Horatiae (3209), Rignanensis (3100, 3108, 3123, 3125, 3136, 3176).

## Referentie
Extract uit proefschrift van David Degelin: 'De topografie van Falerii Veteres en haar omgeving'.